# Toleranz durch Dialog

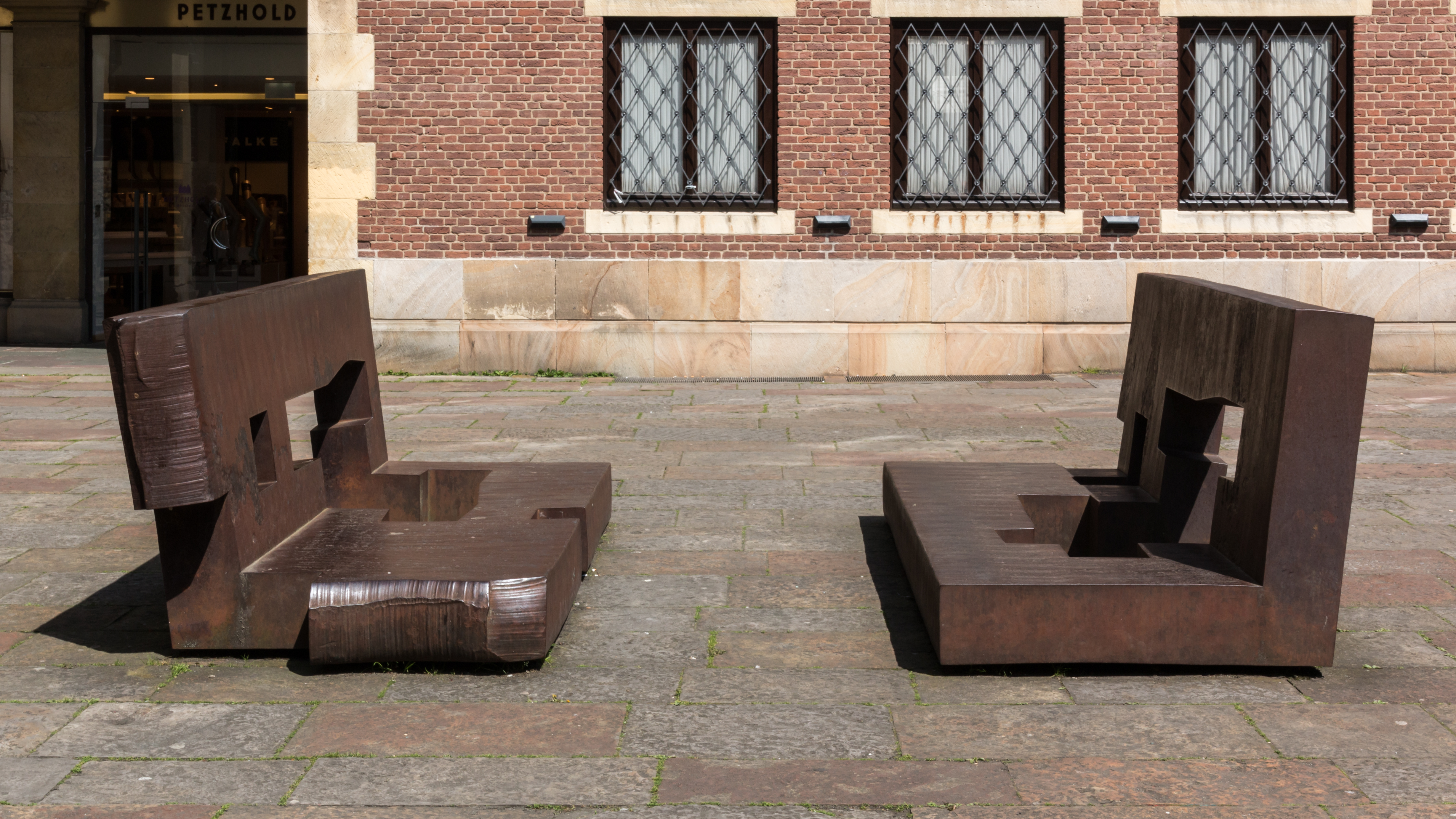
Toleranz durch Dialog

Toleranz durch Dialog (span.: „Diálogo – Tolerancia“) ist eine Skulptur des spanisch-baskischen Bildhauers Eduardo Chillida aus dem Jahr 1992. Sie befindet sich im Rathausinnenhof von Münster (Platz des Westfälischen Friedens).

## Skulptur
Die Skulptur besteht aus zwei gleich großen Teilen in der Form von Bänken, die sich gegenüber stehen. Diese haben eine Länge von etwa 2,90 m und eine Tiefe und Höhe von etwa 1,20 m. Sie sind aus massivem Corten-Stahl geformt. In den Bänken sind – jeweils unterschiedliche – Aussparungen. Das Gesamtgewicht der Skulptur beträgt etwa 18 Tonnen.

## Entstehung
Chillida arbeitete in den 1980er Jahren an einem Entwurf für eine Skulptur in Münster. Da sich die Realisierung verzögerte, wurde für die im Zehn-Jahres-Rhythmus stattfindenden Skulptur.Projekte Münster 1987 die Skulptur mit ähnlicher Thematik Monumento a la Tolerancia aus Sevilla (Spanien) ausgeliehen. Nach anderer Darstellung war Chillida geplanterweise mit Monumento a la Tolerancia angereist und erklärte sich auf Bitten des damaligen Oberbürgermeisters der Stadt und fasziniert von dem historischen Ort bereit, eigens für Münster eine thematisch ähnliche Skulptur zu schaffen. Bereits Monumento a la Tolerancia nahm auf einen historischen religiös-ethnischen Konflikt Bezug, nämlich die Vertreibung der Juden und Mauren im Jahr 1492 aus Spanien (Ende der Reconquista) als einen Vorgang aus „Mangel an Toleranz“.

## Aufstellung

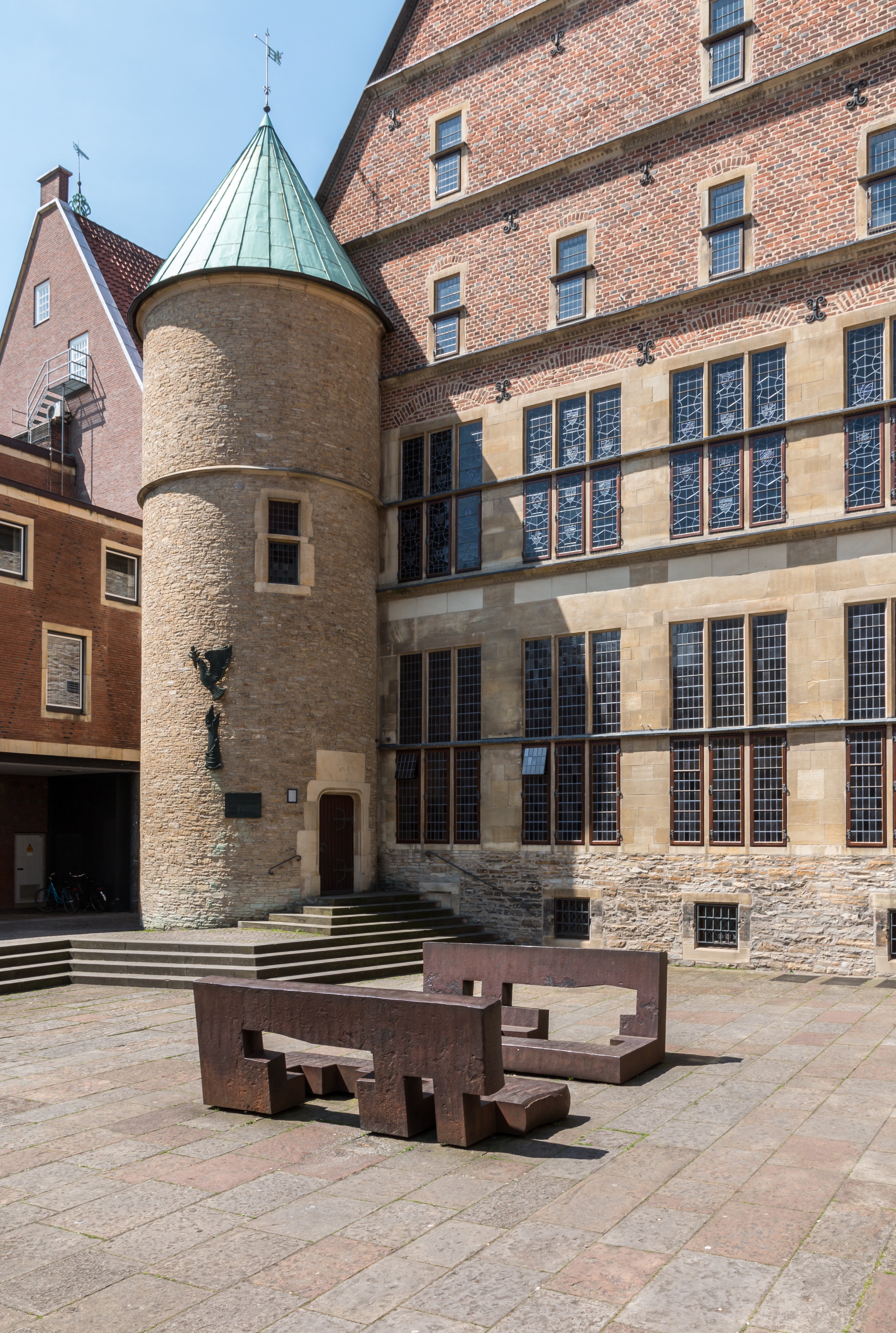
Rückansicht des Rathauses mit dem tiefergelegten Areal und der Skulptur.

1993 wurde Toleranz durch Dialog – in Zusammenhang mit der 1200-Jahr-Feier der Stadt Münster und zum 350. Jahrestag des Beginns der Verhandlungen zum Westfälischen Frieden – auf dem Platz hinter dem Historischen Rathaus aufgestellt. Sie war von Chillida extra für diesen Ort entworfen worden.
Der Rathausinnenhof wurde für Toleranz und Dialog nach Plänen des spanischen Architekten Joaquin Montero zu einem Teil abgesenkt. In dem vier Stufen tiefer liegenden Areal unmittelbar hinter dem Friedenssaal des Rathauses wurde die Skulptur am 17. Mai 1993 aufgestellt. Die Enthüllung fand am 18. Mai, dem 350. Jahrestag des Beginns der Verhandlungen zum Westfälischen Frieden, in Anwesenheit des Künstlers, des baskischen Kultusministers und des damaligen Bundespräsidenten Richard von Weizsäcker statt.
Zu der Möglichkeit, auf den Bänken zu sitzen und ihren andererseits dazu nicht geeigneten Ausmaßen erläuterte Chillida: „Sie sind nicht dafür bestimmt, Körper aufzunehmen, sondern Ideen.“

## Auseinandersetzung um einen möglichen Verkauf
Im Zusammenhang mit der Auflösung der WestLB, die das Kunstwerk seinerzeit gekauft und der Stadt Münster als Dauerleihgabe zur Verfügung gestellt hatte, wurden im Jahr 2014 Absichten zum Verkauf der Skulptur auf dem freien Kunstmarkt bekannt. Dies löste breiten Unmut in der Öffentlichkeit und Politik aus. Rechtsnachfolger der WestLB ist die Portigon AG, eine hundertprozentige Tochter des Landes NRW.
Im Jahr 2016 kaufte eine eigens gegründete Stiftung „Kunst im Landesbesitz“ viele der Werke aus dem WestLB-Besitz. Auf ausdrückliches Drängen der Stadt Münster sollen dazu auch die Chillida-Bänke gehören.